# Benkovce
Benkovce (in ungherese Benkőfalva) è un comune della Slovacchia facente parte del distretto di Vranov nad Topľou, nella regione di Prešov.